# Jakob Kõrv

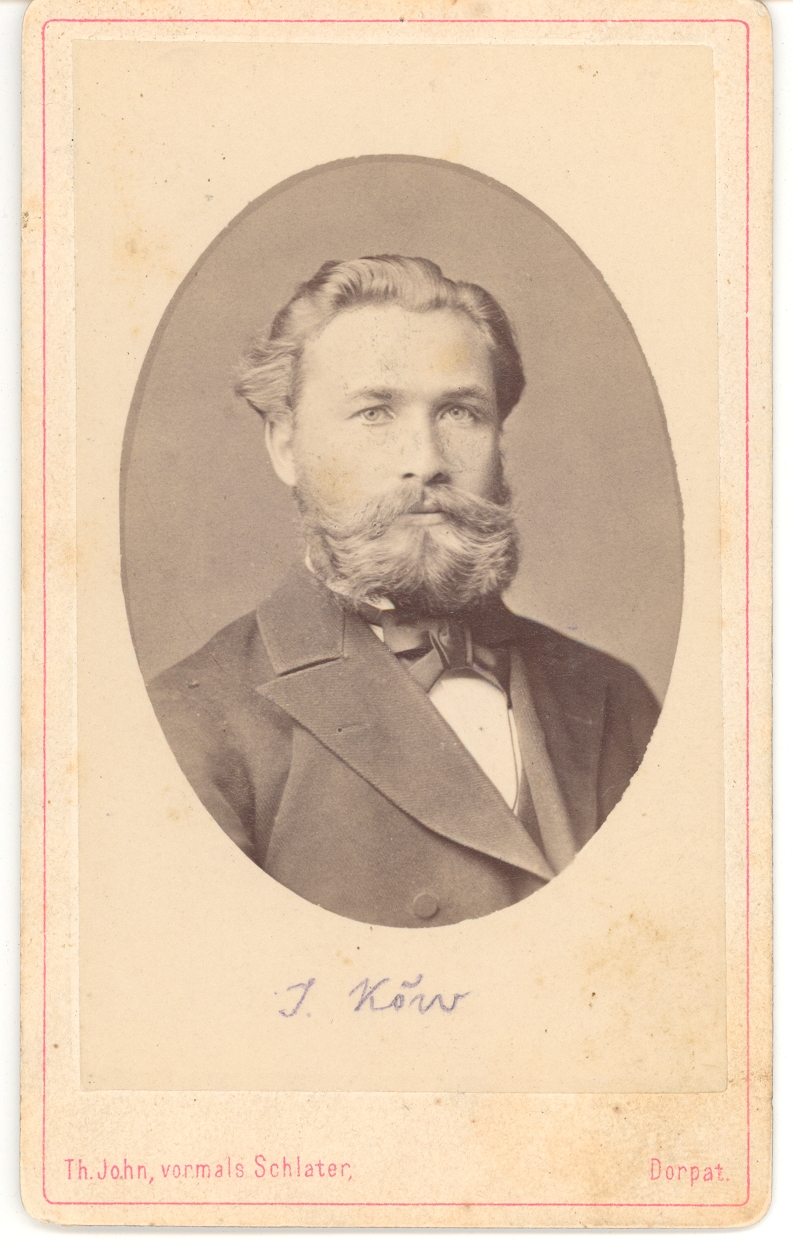
Jakob Kõrv

Jakob Kõrv (* 21. Novemberjul. / 3. Dezember 1849greg. in Kokora, damals Kirchspiel Kodavere, Livland; † 6. September 1916 in Bern, Schweiz) war ein estnischer Publizist, Literat, Schriftsteller und Journalist.

## Leben
Jakob Kõrv besuchte die Kirchspielschule in Kodavere. Von 1868 bis 1874 war er als Lehrer in Alatskivi angestellt, bevor er nach Tartu übersiedelte. Dort arbeitete er als Redakteur beim Estnischen Agrarierverein (estnisch Eesti Põllumeeste Selts).
Durch die Bekanntschaft mit dem Lyriker und Publizisten Mihkel Veske engagierte sich Kõrv gesellschaftlich und literarisch. 1881/82 ging Kõrv als Hilfsredakteur zur radikalen estnischen Zeitung Sakala nach Viljandi, bevor er in Rakvere die Zeitung Valgus („Das Licht“) kaufte und herausgab. Von 1882 bis 1906 hatte die Zeitung ihren Hauptsitz in der estnischen Hauptstadt Tallinn. 1906 verkaufte Kõrv die finanziell angeschlagene Zeitung an den estnischen Publizisten Karl August Hermann.
Jakob Kõrv wurde einer der umstrittensten und widersprüchlichsten estnischen Schriftsteller und Journalisten seiner Zeit. Zunächst förderte er das Interesse an estnischen Legenden, Märchen, Volkspoesie und Mythologie. Er sammelte mit großem Engagement estnische Sagen, Volksgedichte und -geschichten.
In den 1880er Jahren stand Kõrv dem nationalgesinnten estnischen Journalisten Carl Robert Jakobson nahe und war bis zu dessen Tod 1882 einer seiner engsten Mitstreiter. Vor 1885 hatte Kõrv noch starken Einfluss auf Jakobsons Zeitung Sakala. Kõrv war außerdem stark in der Estnischen Literatenverein (Eesti Kirjameeste Selts) aktiv.
Der estnischen Nationalbewegung im Zeitalter des Nationalen Erwachens stand Kõrv ab 1887 zunehmend kritisch gegenüber. Er begrüßte besonders ab dem Ende der 1880er Jahre die Versuche der zaristischen Staatsmacht, eine vehemente Russifizierungspolitik im Baltikum und in Finnland durchzuführen. Gleichzeitig hatte er als Herausgeber der populären Zeitung Valgus mit einer Auflage von über 10.000 Stück erheblichen Einfluss auf das Meinungsbild in Estland. Prägend wurde seine Freundschaft mit dem Professor für russische Literatur an der Universität Tartu, Pawel Wiskowatow.
Durch seine Eingaben und Intrigen bei den Behörden erreichte Kõrv 1892/93 ein Verbot des Estnischen Literatenvereins, aus dem er kurz zuvor ausgeschlossen worden war. Immer mehr nutze Kõrv seine guten Kontakte zu den russischen Machthabern und zaristischen Zensurbehörden in Estland, um unliebsame Konkurrenten wegen angeblicher staatsfeindlicher Aussagen kaltzustellen. Andererseits mobilisierte gerade Kõrvs stark prorussische und reaktionäre Haltung das Eintreten estnischer Intellektueller gegen die Russifizierung für die Stärkung der eigenen estnischen Nationalkultur.
Mit dem Verkauf seiner in wirtschaftliche Schwierigkeiten geratenen Zeitung Valgus zog sich Kõrv aus dem öffentlichen Leben zurück. 1912 siedelte er in die Schweiz über. Jakob Kõrv starb 1916 in der Irren-, Heil- und Pflegeanstalt Waldau bei Bern. Seine Asche wurde 1981 nach Tallinn überführt und auf dem Rahumäe-Friedhof beigesetzt.

## Werke (Auswahl)
- Eesti-rahva muiste-jutud ja vanad-kõned (Volksgeschichten und Legenden, 1881)
- Veealused (deutsch „Das Wasservolk“, 1988)
- Kaval Ants ja Vanapagan (Sammlung von Volksgeschichten, 1879–1886)
- Kindel eesmärk (Erzählung, 1888)
- Wene-Eestikeelne Sõnaraamat (russisch-estnisches Wörterbuch, 1889)
- Kiired kosjad (Erzählung, als Buch 1893; Adaptation nach André Theuriet)
- Luigemäe Olli (1893, Adaptation nach François-René de Chateaubriand)
- Mehe armastus (Erzählung)
- Öö ja koit (Roman)

Daneben war Jakob Kõrv auch als Übersetzer aus dem Russischen und Deutschen tätig. Er übertrug unter anderem Puschkin, Gogol und Herder ins Estnische.